# Achias nigrifacies
Achias nigrifacies är en tvåvingeart som först beskrevs av Malloch 1939.  Achias nigrifacies ingår i släktet Achias och familjen bredmunsflugor. Inga underarter finns listade i Catalogue of Life.